# St. Markus (Essen)

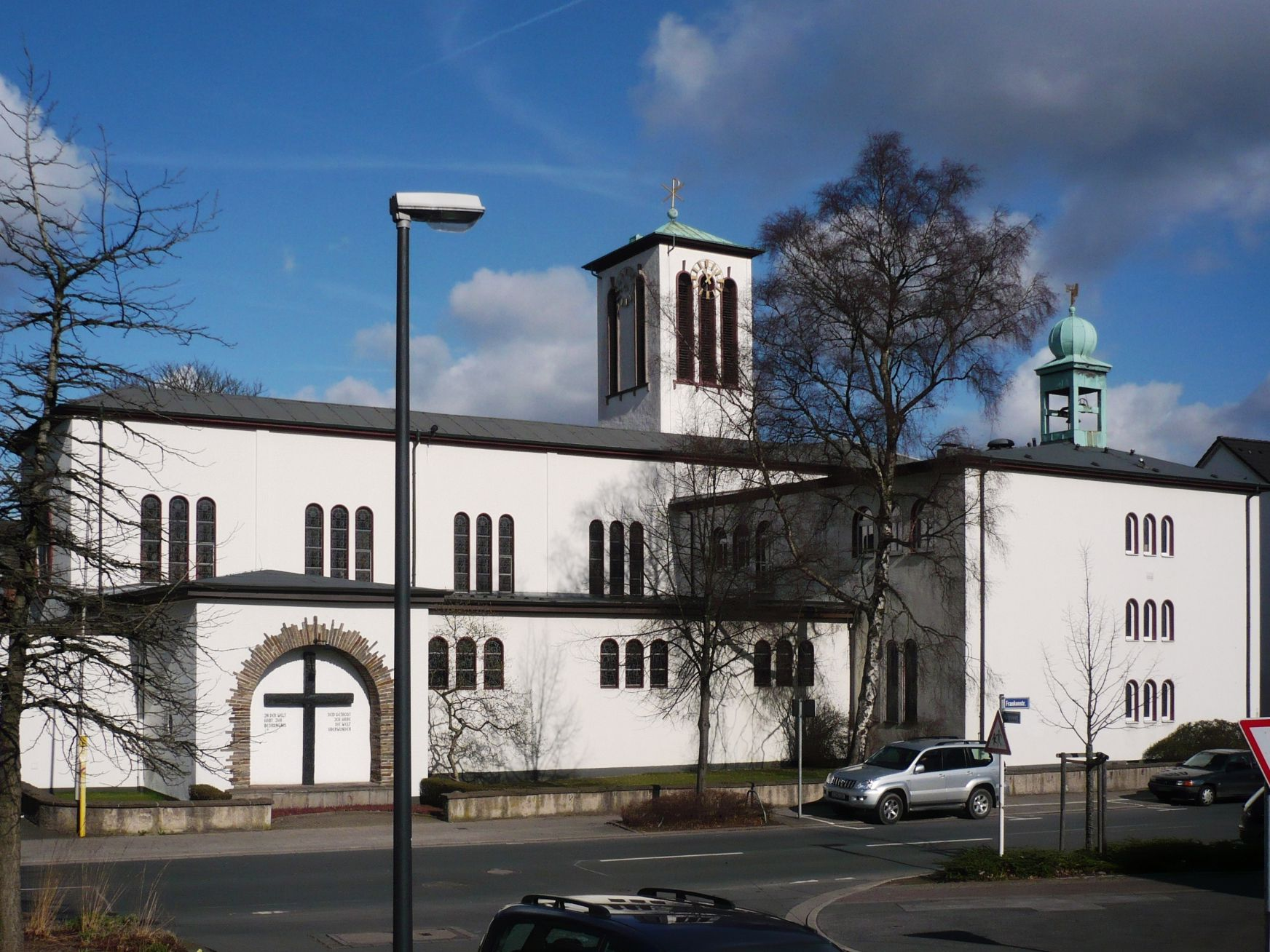
Markuskirche, Essen-Bredeney

Die Markuskirche in Bredeney ist eine römisch-katholische Kirche in Essen. Ihr markanter Kirchturm erhebt sich an exponierter Stelle östlich des Bredeneyer Kreuzes an der Frankenstraße. Sie wurde 1880 erbaut, 1932 erweitert und nach der Teilzerstörung 1945 wiederaufgebaut.  Die Gemeinde von St. Markus bildet mit den Gemeinden St. Kamillus, St. Ludgerus und Christus König die Propsteipfarrei St. Ludgerus.

## Geschichte

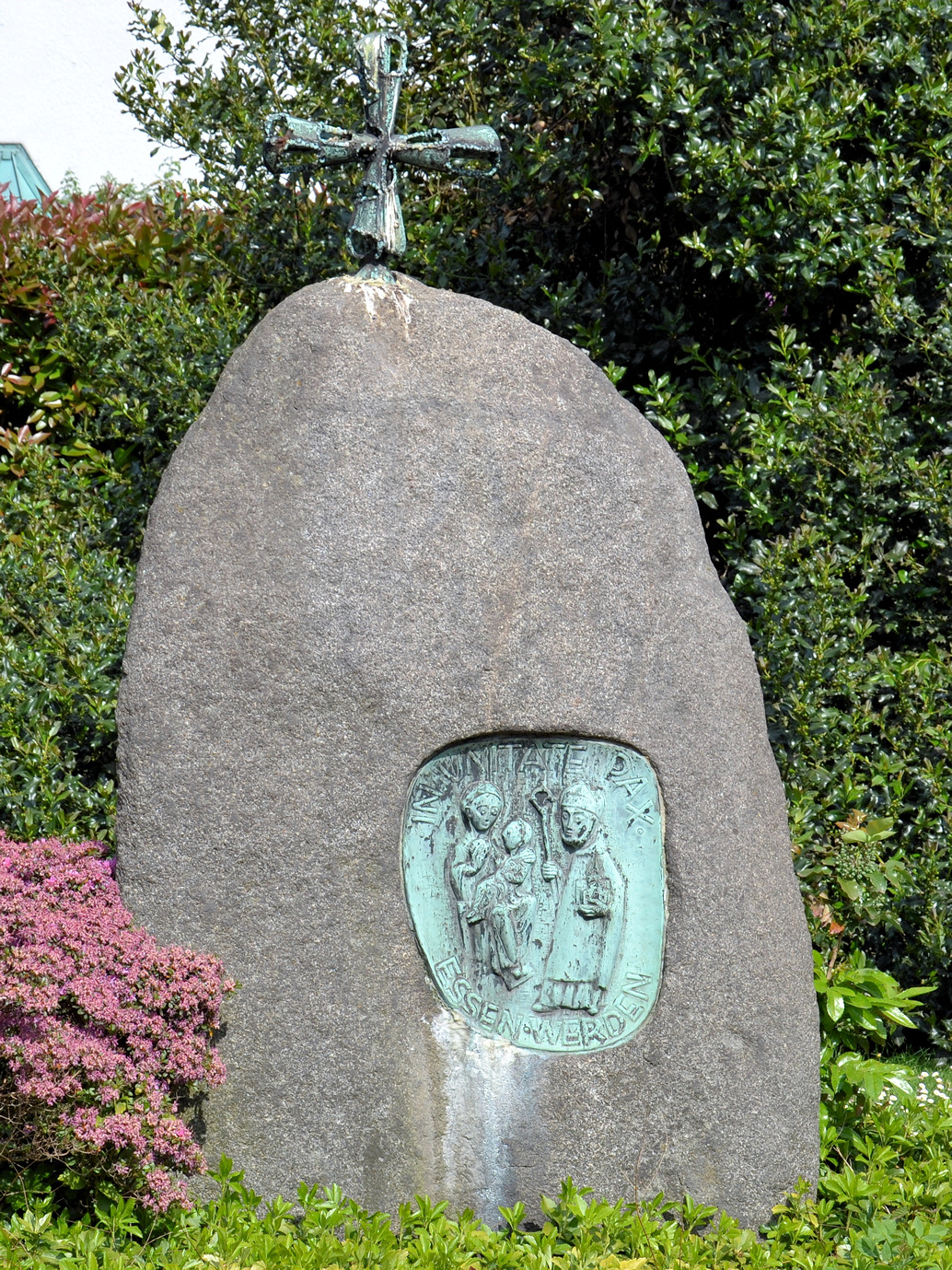
Gedenkstein an der alten Markuskapelle

Die dem Heiligen Markus gewidmete Pfarrei bestand von 1891 bis 2008, zunächst bis zur Gründung des Bistums Essen 1957 im Erzbistum Köln. Zuvor stand an gleicher Stelle eine Markuskapelle (erbaut zwischen 1036 und 1136), welche 1803 in der Zeit der Säkularisation abgebrochen wurde. Ein Findling erinnert heute an den früheren Standort der Kapelle. Durch eine Schenkung erhielt die Gemeinde 1873 Kapital und Land zum Bau einer Kirche, der mit der Grundsteinlegung am 29. August 1880 begonnen wurde. Ein Mittelschiff und zwei niedrige Seitenschiffe wurden im neugotischen Stil errichtet. Am 25. November 1883 wurde die Kirche durch Pfarrverwalter Kaplan van Oberger benediziert. Die Weihe durch den Kölner Weihbischof Hermann Joseph Schmitz fand bedingt durch die politische Situation erst am 20. Oktober 1894 statt. Zuvor war bereits am 15. September 1887 der nördlich direkt neben der Kirche liegende Friedhof eingesegnet worden.
Im Jahr 1932 wurde die neugotische Kirche durch den Neubau einer modernen Hallenkirche mit einem großen Mittelschiff und einem linken Seitenschiff zum rechten (südlichen) Seitenschiff. Die alte Kirche blieb weitgehend unverändert. Die Erweiterung der Kirche führte zur Erhöhung der Kapazität von 180 auf 400 Sitzplätze. Die Weihe erfolgte am 18. September 1933 durch Weihbischof Wilhelm Stockums. Zudem wurde an der Nordostecke ein Glockenturm angebaut, der 1933 ein neues Viergeläut erhielt.
Nach ersten schweren Kriegsschäden 1942 wurde beim Luftangriff auf Essen am 11. März 1945 in erster Linie der neugotische Teil der Kirche durch eine Sprengbombe weitgehend zerstört. Dieser wurde nach dem Zweiten Weltkrieg in moderner Form wieder aufgebaut. Nur die Rundung des alten Altarraums, die heute als Taufkapelle dient, erinnert noch an die alte Architektur.
Nach dem Wiederaufbau in den Jahren 1948–1952 fanden größere Umbauarbeiten 1955 auf dem Kirchplatz, 1968 im Chorraum und 1983 statt. Aufgrund einer Spende konnte 1957 ein neues Sechsergeläut angeschafft werden. Fünf Glocken wurden neu gegossen und eine alte Glocke umgegossen. Zur Erinnerung an die alte Markuskapelle wurde 1962 ein Findling mit einer Bronzetafel und einer Inschrift aufgerichtet. Der Altartisch von 1968 ersetzt den alten Hochaltar und wurde 1995/1996 wiederum ersetzt.
1996 wurde eine neue Orgel auf einer dafür ebenfalls neu errichteten, frei vor der Westwand stehenden Empore eingebaut. Anders als dieses Instrument war die vorherige Orgel seitlich oberhalb des Altarraumes auf einer Empore platziert. Nach Ausbau der alten Orgel wurde diese Empore durch eine Mauer vom Kirchenraum getrennt und wird seitdem als Probenraum für die Chöre und Instrumentalgruppen verwendet.
Seit etwa dem Jahr 1900 gehört die Klusenkapelle in Bredeney zur Gemeinde St. Markus.

## Ausstattung
Der helle Innenraum ist schlicht ausgestattet. Die niedrigen Seitenschiffe sind durch große querrechteckige Öffnungen mit dem Mittelschiff verbunden. Das hölzerne Kirchengestühl bildet in den Seitenschiffen je einen Block und lässt im Mittelschiff einen Mittelgang frei.
Der Altarbereich ist um einige Stufen erhöht. Der tischförmige Altar mit überstehender Mensaplatte aus Schweizer Jura ruht auf vier achteckigen Säulen und wurde 1995/1996 vom Metallbildhauer Helge Kühnapfel entworfen und ausgeführt. Auf Kühnapfel geht ebenfalls der bronzene Ambo von 1983 zurück. Er trägt an den viereckigen Seitenflächen die Evangelistensymbole und ruht auf einer schlanken Stele. Hanns Dinnendahl schuf 1937 das den Raum beherrschende, fast überdimensionierte Altarkreuz Christus der Auferstehung, dessen Korpus aus Lindenholz über vier Meter misst. Die Kreuzarme sind mit dunkelroten Messingblatten belegt. Im westlichen Eingangsbereich steht die Bronzefigur Der barmherzige Vater (1985) auf einer Konsole, ihr gegenüber die Bronzeplastik „Horchender Josef“ (1956), die beide von Hilde Schürk-Frisch gestaltet wurden.

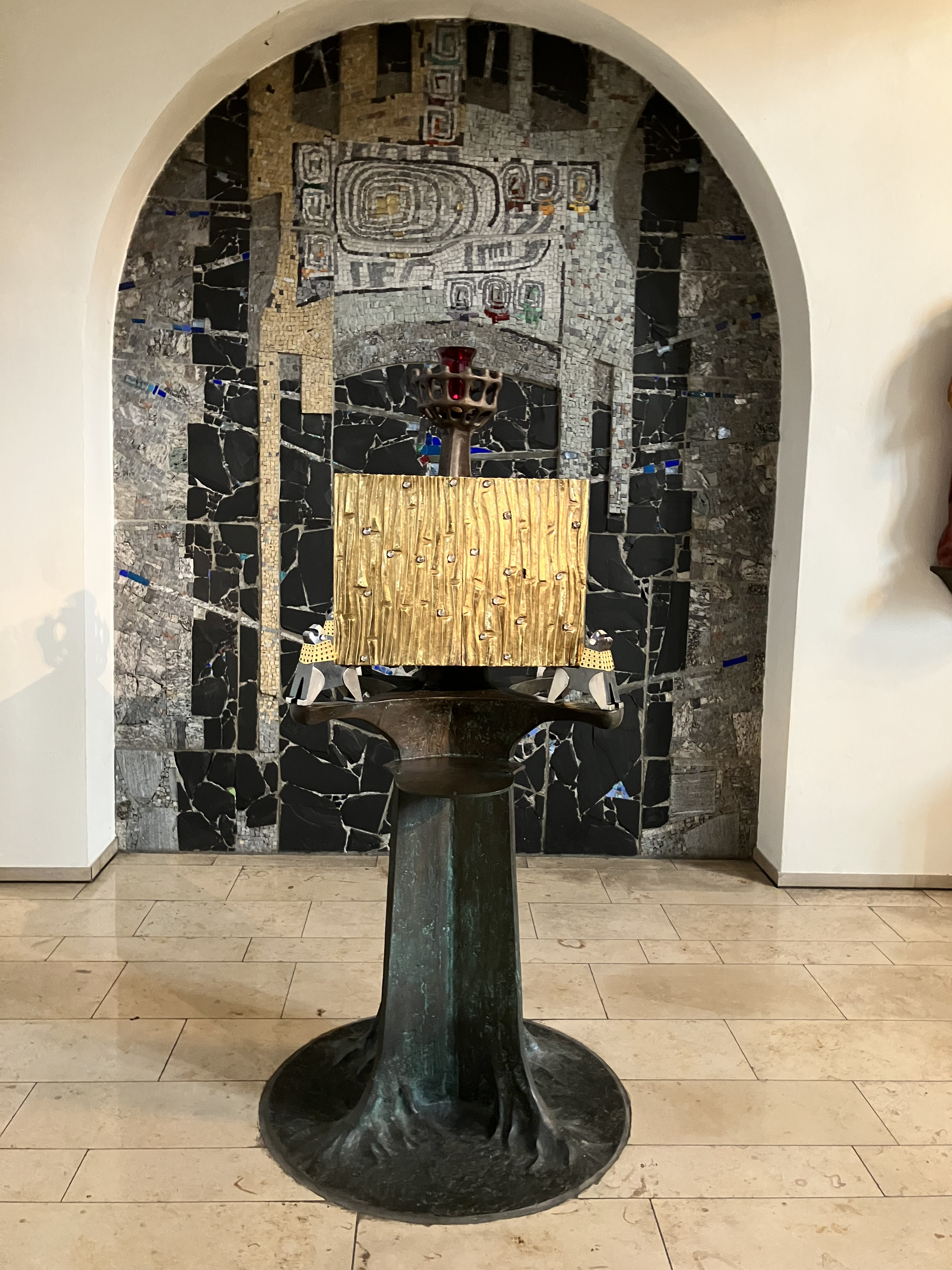
Tabernakel im nördlichen Seitenschiff, dahinter das Wandmosaik

Das Wandmosaik in der östlichen Rundbogennische des nördlichen Seitenschiffs geht auf einen Entwurf des Hattinger Künstlers Egon Stratmann zurück. Im Zuge der Innenrenovierung 1983 wurde das Mosaik nach unten ergänzt, das bis dahin nur oberhalb des Seitenaltars zu finden war. Davor steht der Tabernakel, den Wilhelm Polders, Kevelaer, ursprünglich für den Seitenaltar im linken Seitenschiff schuf. Der vergoldete Schrein in Kubusform mit eingearbeiteten Bergkristallen wird von vier silbergetriebenen Löwen, Evangelistensymbol für den hl. Markus, mit vergoldeten Flügeln getragen. Als der Seitenaltar 1983 entfernt wurde, gestaltete Kühnapfel eine Bronzestele mit wurzelförmigen Ausläufern und über den Schrein eine kelchförmige Lichtschale aus Bronze mit einer Öllampe. Rechts der Nische trägt eine Konsole die Statue des hl. Markus. Das bronzene Seitenportal im Nordwesten wurde ebenfalls von Helge Kühnapfel gestaltet. Je sechs Bronzereliefs außen und innen illustrieren das Gleichnis von den klugen und törichten Jungfrauen; sie zeigen fünf Frauenfiguren mit Öllampen und einen Olivenbaum.
Die Apsis des südlichen Seitenschiffs dient als Taufkapelle. Hier fand 1983 der alte steinerne Taufstein von 1886 wieder seinen Aufstellungsort. Er ist pokalförmig gestaltet und steht auf achteckigem Fuß. Den bronzenen Aufsatz mit biblischen Szenen schuf 1983 Helge Kühnapfel. Auch das mattgoldfarbene Vortragekreuz stammt aus der alten Kirche und gelangte wahrscheinlich Anfang des 20. Jahrhunderts in den Besitz der Kirche St. Markus. Die zentrale Christusfigur vor dem Scheibenkreuz wurde später ergänzt. An den Enden der Kreuzarme sind vier Emailplatten mit vier Darstellungen in Blautönen angebracht. Als Vorlage diente das Eckplattenkreuz der Basilika St. Godehard in Hildesheim. Oben wird die Kirche als Frauengestalt mit einem Lilienzepter dargestellt, unten Christi Höllenfahrt, links die Emmausjünger und rechts die Thomasszene. Im Seitenschiff selbst sind Darstellungen des Kreuzwegs angebracht. Er wird eröffnet mit der zum Teil blattvergoldeten Bronzeplastik „Das Osterlamm“, die Helge und Christa Kühnapfel 1968 ursprünglich für den Altar im Chorraum gestalteten. Rechts vom Chorpfeiler ist eine Marienfigur zu sehen. Das Weihnachtsbild Die Anbetung der Hirten vor dem neugeborenen Jesus des flämischen Malers Jacob Jordaens aus dem Jahr 1636 und der in Anlehnung an dieses Werk entstandene Bilderzyklus von Johann Hendrix sind in der Werktagskapelle (am östlichen Ende der Südwand) zu sehen. In der Marienkapelle (am westlichen Ende der Südwand) ist als Maria-Hilf-Bild eine Ikone zu sehen, Kopie einer Ikone aus dem 14. Jahrhundert. Krone und Bildrahmen schuf Karl Zangerle in den 1970er Jahren, die bronzene Kerzenbank aus einem Gestell mit aufgesetzten tellerförmigen Kerzenhaltern Helge Kühnapfel in den 1990er Jahren.
Die zahlreichen künstlerisch gestalteten Glasfenster der Kirche stammen unter anderem von Ernst Küppers (1953) in der Westfassade und in den Obergaden, von Franz Pauli (1956) im linken Seitenschiff und von Eduard Horst (1960) im rechten Seitenschiff und in der Taufkapelle.

## Orgel

### Seifert-Orgeln
Die Orgel von Ernst Seifert (Köln-Mannsfeld) von 1889 hatte pneumatische Spiel- und Registertrakturen. Seifert ersetzte sie 1925 durch ein neues Werk. Das Instrument von 1889 wurde in den Kölner Dom überführt, wo es als Interimsorgel diente.
Die zweite Orgel wies zunächst 29 Register auf zwei Manualen und Pedal auf. Sie besaß einen Freipfeifenprospekt und elektropneumatische Trakturen. Die kriegsbedingten Schäden wurden 1945 durch Wilhelm Petri nur notdürftig und 1955 grundlegend bei einer Restaurierung durch Orgelbau Romanus Seifert & Sohn (Kevelaer) beseitigt. Zugleich wurde die Orgel durch ein Rückpositiv auf drei Manuale mit 34 Registern erweitert. Im Jahr 1995 wurde das Instrument abgebaut und durch ein neues von Heintz ersetzt. Die heutige fahrbare Chororgel geht auf das Seifert-Rückpositiv zurück, das 1995 von Kantor Ludwig Krinner umgebaut wurde und während des Orgelneubaus als Interimsinstrument ihren Dienst tat.

### Heintz-Orgel
Die Heintz-Orgel wurde 1996 als Opus 145 im Zug der Errichtung der neuen Westempore eingebaut. Sie hat Schleifladen mit mechanischer Spiel- und Registertraktur. Das Instrument verfügt über 33 klingende Register, die auf drei Manuale und Pedal verteilt sind.
| I Hauptwerk C–g3 |                 |       |
| 1.               | Principal       | 16′   |
| 2.               | Principal       | 8′    |
| 3.               | Viola die Gamba | 8′    |
| 4.               | Großgedeckt     | 8′    |
| 5.               | Octave          | 4′    |
| 6.               | Rohrflöte       | 4′    |
| 7.               | Quinte          | 2 ⁄3′ |
| 8.               | Superoctave     | 2′    |
| 9.               | Sesquialter II  |       |
| 10.              | Mixtur V        | 1 ⁄3′ |
| 11.              | Trompete        | 8′    |

| II Positiv C–g3 |                  |        |
| 12.             | Metallgedeckt    | 8′     |
| 13.             | Flute octaviante | 4′     |
| 14.             | Nasard           | 2 ⁄3′  |
| 15.             | Doublette        | 2′     |
| 16.             | Terz             | 1 3⁄5′ |
| 17.             | Scharff IV       | 1′     |
| 18.             | Cromorne         | 8′     |
|                 | Tremulant        |        |

| III Auxiliare (im Schwellkasten) C–g3 |                      |            |
| 19.                                   | Flute harmonique     | 8′         |
| 20.                                   | Bourdon              | 8′         |
| 21.                                   | Salicional           | 8′         |
| 22.                                   | Biffara (Schwebung)  | 8′         |
| 23.                                   | Octave               | 4′         |
| 24.                                   | Gemshorn             | 2′         |
| 25.                                   | Larigot II           | 1 ⁄3′ + 1′ |
| 26.                                   | Cornet V (ab a)      |            |
| 27.                                   | Trompette-harmonique | 8′         |
| 28.                                   | Basson-Hautbois      | 8′         |
|                                       | Tremulant            |            |

| Pedal C–f1 |           |     |
| 29.        | Kontrabaß | 16′ |
| 30.        | Subbaß    | 16′ |
| 31.        | Octavbaß  | 8′  |
| 32.        | Bombarde  | 16′ |
| 33.        | Posaune   | 8′  |

- Koppeln: II/I, III/I, III/II, I/P, II/P, III/P
- Spielhilfen: 3 feste Kombinationen (mechanisch): Principale an/ab – Mixturen an/ab – Zungen an/ab